# Римашевський Володимир Францович
Володимир Францович Римашевський (9 квітня 1938, село Підгір'я (Падгор'є) Могильовського району, тепер Могильовської області, Білорусь — ?) — латвійський радянський державний і комуністичний діяч, 2-й секретар ЦК КП Латвії. Депутат Верховної Ради Латвійської РСР 11-го скликання. Член ЦК КПРС у 1990—1991 роках.

## Життєпис
Народився в родині робітників. У 1956—1957 роках — завідувач відділення Могильовського молочного заводу.
З 1957 по 1960 рік служив у Радянській армії.
Член КПРС з 1960 року.
У 1960—1961 роках — машиніст холодильних установок олійного заводу.
У 1961—1964 роках — механік спілки споживчих товариств у Латвійській РСР; секретар партійної організації колгоспу «Яуна дзіве» Айзпутського району Латвійської РСР. У 1964 році закінчив Ризьку радпартшколу.
У 1964—1971 роках — інструктор-партійний організатор Резекненського районного комітету КП Латвії; головний агроном радгоспу «Маконькалнс», директор радгоспу «Ком'яунієтіс» Резекненського району Латвійської РСР.
У 1970 році закінчив Латвійську сільськогосподарську академію, агроном-економіст.
У 1971—1976 роках — голова планової комісії виконавчого комітету Резекненської районної ради депутатів трудящих Латвійській РСР; головний агроном; заступник начальника Резекненського районного сільськогосподарського управління в Латвійській РСР.
У 1976—1983 роках — інструктор, завідувач сектора, заступник завідувача сільськогосподарського відділу (відділу сільського господарства і харчової промисловості) ЦК КП Латвії.
У 1983—1987 роках — 1-й секретар Салдуського районного комітету КП Латвії.
У 1984 році закінчив заочно Академію суспільних наук при ЦК КПРС.
25 квітня 1987 — 27 жовтня 1988 року — 1-й заступник голови Державного агропромислового комітету (Держагропрому) Латвійської РСР — міністр Латвійської РСР.
27 жовтня 1988 — 30 квітня 1990 року — 1-й заступник голови Ради міністрів Латвійської РСР — голова Держагропрому Латвійської РСР.
12 квітня 1990 — серпень 1991 року — 2-й секретар ЦК КП Латвії.
Подальша доля невідома, переїхав до Республіки Білорусь.

## Нагороди
- два ордени «Знак Пошани»
- медалі
- Заслужений працівник сільського господарства Латвійської РСР